# 泛泰Vega Iron
泛泰Vega Iron（韓語：팬택 베가 아이언）是泛泰於2013年4月26日推出的智能手機，是和泛泰Vega N°6（A860）並行的雙旗艦之一。其初出廠時採用Android 4.1.2系統，並為當地首部採用Endless Metal設計的手機，另亦預設配備了In-cell顯示屏，IEEE 802.11ac千兆Wi-Fi網絡，高通Snapdragon 600 1.7Ghz四核心處理器和32GB內置記憶體。